# Space Launch System
Space Launch System (SLS), teška raketa nosač, temeljena na tehnologiji Space Shuttlea, koju trenutačno razvija američka svemirska agencija NASA zbog otkazivanja programa Constellation. Prema NASA-inom autorizacijskom aktu iz 2010. SLS je posljedica stapanja Aresa I i V u jedinstveno vozilo koje će se koristiti za lansiranje tereta i posade. S vremenom se planiraju poboljšanja čime će se povećavati nosivost.

U siječnju 2015. NASA je počela testiranje RS-25 motora za SLS